# Понте Редиголе (Тревизо)
Понте Редиголе је насеље у Италији у округу Тревизо, региону Венето.
Према процени из 2011. у насељу је живело 55 становника. Насеље се налази на надморској висини од 2 м.